# Hạng Yên
Hạng Yên (chữ Hán: 项燕), là tướng nước Sở thời Chiến Quốc trong lịch sử Trung Quốc. Hạng Yên chính là ông nội của Hạng Vũ là Tây sở bá vương sau này.

## Tiểu sử
Hạng Yên là người đất Hạ Tướng, được xem là hậu duệ của vương thất nước Sở (mang họ Mị) Theo Sử ký, Hạ Tướng ban đầu là đất nhà Chu phong cho họ Cật, sau bị nước Lỗ diệt. Sở tiến công Lỗ, lấy đất Hạ Tướng đã đoạt được phong cho tổ tiên của Hạng Yên, từ đó nước Sở có họ Hạng.
Đến đời Hạng Yên, nước Sở đã suy yếu trầm trọng, trong khi nước Tần dần lớn mạnh. Từ năm 231 TCN, Tần vương là Doanh Chính bắt đầu chinh phạt  nước khác, lần lượt diệt Hàn, Triệu rồi Ngụy. Năm 225 TCN, Chính cử Lý Tín đưa 20 vạn quân đánh nước Sở. Hạng Yên làm đại tướng, đem quân ra trận phối hợp với Xương Bình Quân phản Tần, đánh tan 20 vạn quân của Lý Tín, buộc Tín rút quân.
Năm 224 TCN, Doanh Chính lại cử Vương Tiễn đem 60 vạn quân sang hòng bóp nát nước Sở. Vua Sở huy động quân lính trong nước ra quyết chiến. Vương Tiễn dùng kế cố thủ không ra đánh làm quân Sở mất hết nhuệ khí, sau đó mới đưa quân ra. Quân Tần đánh cho quân Sở đại bại và phải rút chạy.
Quân Tần tiến vào Thọ Xuân, bắt sống Sở vương Phụ Sô. Hạng Yên bỏ chạy về Lan Lăng (phía nam sông Trường Giang), lại tìm lập người tông thất nước Sở là Xương Bình quân lên ngôi. Năm 223 TCN, Vương Tiễn đuổi theo tiến đánh, Xương Bình quân tử trận. Hạng Yên tuyệt vọng bèn tự vẫn. Nước Sở chính thức diệt vong kể từ đó.
Hai năm sau khi Hạng Yên qua đời, Doanh Chính thống nhất Trung Quốc, lập ra nhà Tần.

## Con cháu
Hạng Yên sinh được bốn người con. Người con lớn Hạng Siêu (項超) (hay [Hạng Vinh; 項榮]) mất sớm, nhưng có sinh được một con là Hạng Vũ, người thứ là Hạng Lương, người con út là Hạng Triền. Khi nước Sở mất, Hạng Lương mang Hạng Vũ bỏ trốn. Đến cuối thời nhà Tần, Hạng Lương cùng thiên hạ nổi lên chống Tần, lập lại nước Sở. Sau khi Hạng Lương tử trận, Hạng Vũ tự xưng là Sở vương, giao tranh cùng với Lưu Bang, cuối cùng bị đánh bại và phải tự tử.